# Eduard Kazimirovics Tissze
Eduard Kazimirovics Tissze, oroszul: Эдуард Казимирович Тиссэ, lettül: Eduards Tisē (Libava, 1897. április 13. – Moszkva, 1961. november 18.), szovjet filmoperatőr.
Eisenstein operatőre volt.
Szülővárosában festészetet és fényképezést tanult. 1914-ben operatőrként kezdett dolgozni. Az első időkben lett híradó- és dokumentumfilmeket forgatott. 1916-18 között frontoperatőr volt. 1919-23 között az Urálban, Szibériában és a Krímben a polgárháborús harcokat filmezte. Ugyanakkor dokumentum és népszerű-tudományos filmeken is dolgozott.
1924-ben Eizensteinnel elkészítette a Sztrájk c. filmet, és a későbbiekben az összes filmjének ő volt az operatőre. Közben dolgozott más rendezőkkel is.
1921-től felsőfokú intézményekben oktatta az operatőr szakmát. 1943-ban egyetemi tanárrá nevezték ki.

## Legfontosabb filmjei
- Halhatatlan garnizon – 1956 (társrendező)
- Rettegett Iván I–II. – 1945-46
- Jégmezők lovagja – 1938
- Bezsin rétje – 1937
- Aerograd – 1935; rendező: Dovzsenko  teljes film
- ¡Qué viva México! – 1931  teljes film
- Asszonyok veszedelme, asszonyok öröme – 1929 (dok.film)
- Régi és új – 1929
- Október – 1927
- Patyomkin páncélos – 1925  teljes film
- Sztrájk – 1925  teljes film

## Díjak, kitüntetések
- Oroszországi Föderáció Érdemes Művésze, 1935
- Lett SzSzK Érdemes Művésze, 1947
- Sztálin-díj (háromszor: 1946, 1948, 1949)
- Locarnói fesztivál, 1946 A legjobb operatőri munka díja. (Rettegett Iván I.)
- Velencei fesztivál, 1956 (Halhatatlan garnizon)